# Andrei Remowitsch Beloussow

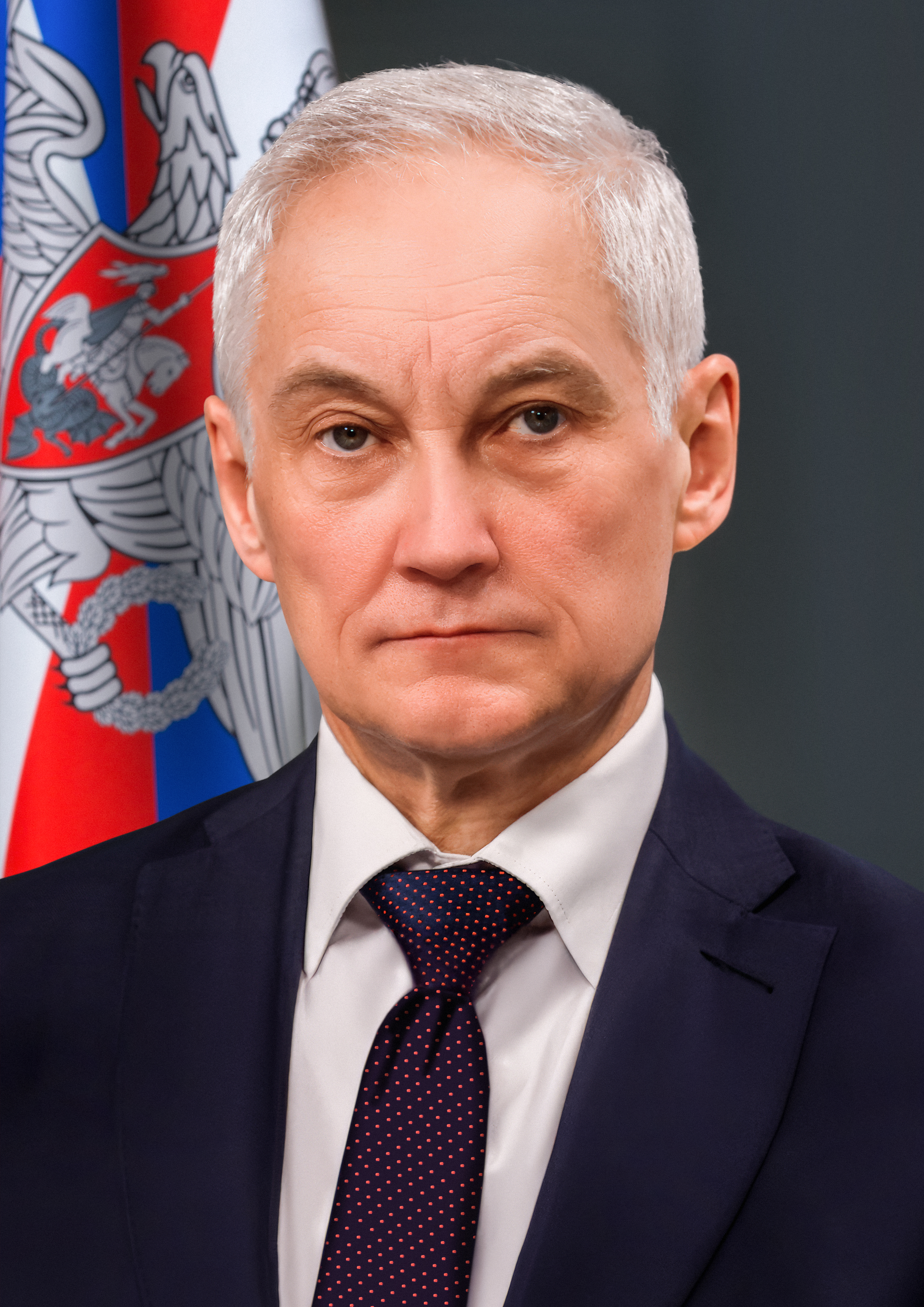
Andrei Beloussow (2024)

Andrei Remowitsch Beloussow (russisch Андрей Рэмович Белоусов; * 17. März 1959 in Moskau, Russische SFSR, Sowjetunion) ist ein russischer Wirtschaftswissenschaftler und Politiker und seit Mai 2024 Verteidigungsminister. Zuvor war er ab Januar 2020 stellvertretender Ministerpräsident von Russland. Er bekleidete den Rang eines Wirklichen Staatsrats 1. Klasse der Russischen Föderation.

## Biographie
Beloussow studierte Wirtschaftswissenschaften an der Lomonossow-Universität Moskau und absolvierte diese 1981 mit Auszeichnung. Im Anschluss daran arbeitete er wissenschaftlich, zunächst als Forschungspraktikant, dann als Nachwuchsforscher im Labor für die Modellierung von Mensch-Maschine-Systemen. Danach war er fast 20 Jahre lang (bis 2006) in der Akademie der Wissenschaften tätig.
Am 8. Februar 2006 trat Beloussow in den öffentlichen Dienst ein und übernahm unter dem russischen Minister für wirtschaftliche Entwicklung, Herman Gref, die Position des stellvertretenden Ministers.
Seit 21. Januar 2020 ist er erster Vize-Ministerpräsident der russischen Regierung. Er war von Juni 2015 bis Januar 2020 oberster Wirtschaftsberater des russischen Präsidenten Wladimir Putin. Vom 21. Mai 2012 bis 14. Juni 2013 war er Minister für wirtschaftliche Entwicklung. Sein Nachfolger als Minister wurde Alexei Uljukajew.
Als Berater schlug er im Sommer 2018 vor, die Gewinne der metallurgischen und chemischen Unternehmen Russlands durch den Staat abzuschöpfen. Ein Kommentar der Wirtschaftsjournalistin Julia Latynina stellte die Analogie her zum Jahr 1918, als eine solche Abschöpfung der Überschüsse von Bauern eingeführt wurde, welche aufgrund der Sinnlosigkeit jeder Rentabilität zu einem voraussehbaren Einbruch der Erträge führte. Als geradezu absurd wurde der Umstand kommentiert, dass es kaum zwei Monate her war, dass davon die Rede gewesen war, in Russland ein günstigeres Investitionsklima zu schaffen.
Ab dem 21. Januar 2020 war Beloussow erster stellvertretender Premierminister Russlands im Kabinett Mischustin I. Im Juli 2022 wurde Beloussow auf eine Sanktionsliste der Europäischen Union gesetzt.
Am 14. Mai 2024 wurde er von Präsident Putin zum Verteidigungsminister bzw. Nachfolger von Sergei Schoigu ernannt.